# Tom Felton
Thomas Andrew Felton (Epsom, Inglaterra, 22 de septiembre de 1987) es un actor, cantante y músico británico, conocido por interpretar a Draco Malfoy en la serie de películas de Harry Potter. Antes de ser elegido para interpretar a Draco Malfoy, participó (con resultados negativos) en los castings para Harry Potter y para Ron Weasley. Felton fue elegido para interpretar a Draco a la edad de once años, luego de haber participado en The Borrowers (1997), y Anna and the King (1999). Apareció en las ocho películas de la serie cinematográfica y en Harry Potter 20th Anniversary: Return to Hogwarts.
Recientemente está realizando una serie, Origin, para la plataforma de YouTube Premium.

## Vida personal
El pasatiempo favorito de Felton es la pesca y la música, su plan es alcanzar una buena calificación en gestión de la pesca de Sparsholt College en Winchester, donde su hermano ha asistido años anteriores. Aparte de la pesca, Felton también disfruta los deportes, como el baloncesto, fútbol, rugby, patinaje, patinaje sobre hielo, golf, tenis y montar a caballo.
Su villano favorito de las películas es Alan Rickman en Robin Hood: príncipe de los ladrones, quien encarna a Severus Snape en las películas de Harry Potter. Él ha dicho durante una entrevista que sus personajes favoritos en Harry Potter son Gilderoy Lockhart y Lucius Malfoy, el padre de Draco. Felton dice que si él pudiese caracterizar a otro personaje en la película, que le gustaría interpretar a Lucius Malfoy, o incluso a Voldemort. Cuando le preguntaron a que casa de Hogwarts le gustaría pertenecer, Felton ha dicho que probablemente sería de Hufflepuff ya que no cree que tenga características de las otras casas. Cuando finalmente hizo la prueba de aptitud en el sitio Pottermore, resultó ser de Gryffindor, la casa rival de Slytherin, a donde su personaje en la saga pertenecía. J.K.Rowling, al enterarse, le dijo que ella se lo esperaba.
También reveló a una entrevista a Filmclub y durante la convención Wizard World Chicago 2012, que otro de los personajes que lo inspiraron para ser actor fue James Bond, siendo también uno de los papeles que le gustaría interpretar algún día o aparecer en alguna de sus películas como un personaje o villano.
The Sun realizó un reportaje, en el que indicaban que Felton está lejanamente relacionado con varios participante de los Juicios de Salem de 1692 incluyendo al testigo de la defensa Lt. Nathaniel Felton, y John Proctor, una víctima de la caza.
En enero de 2016, se confirmó la ruptura de la relación de casi ocho años (desde febrero de 2008) que mantenía con Jade Olivia Gordon, una asistente de producción inglesa a quien conoció en el rodaje de la saga Harry Potter y quien interpretó a Astoria Greengrass, la esposa del personaje de Felton en la última película de la saga.

## Obras de caridad

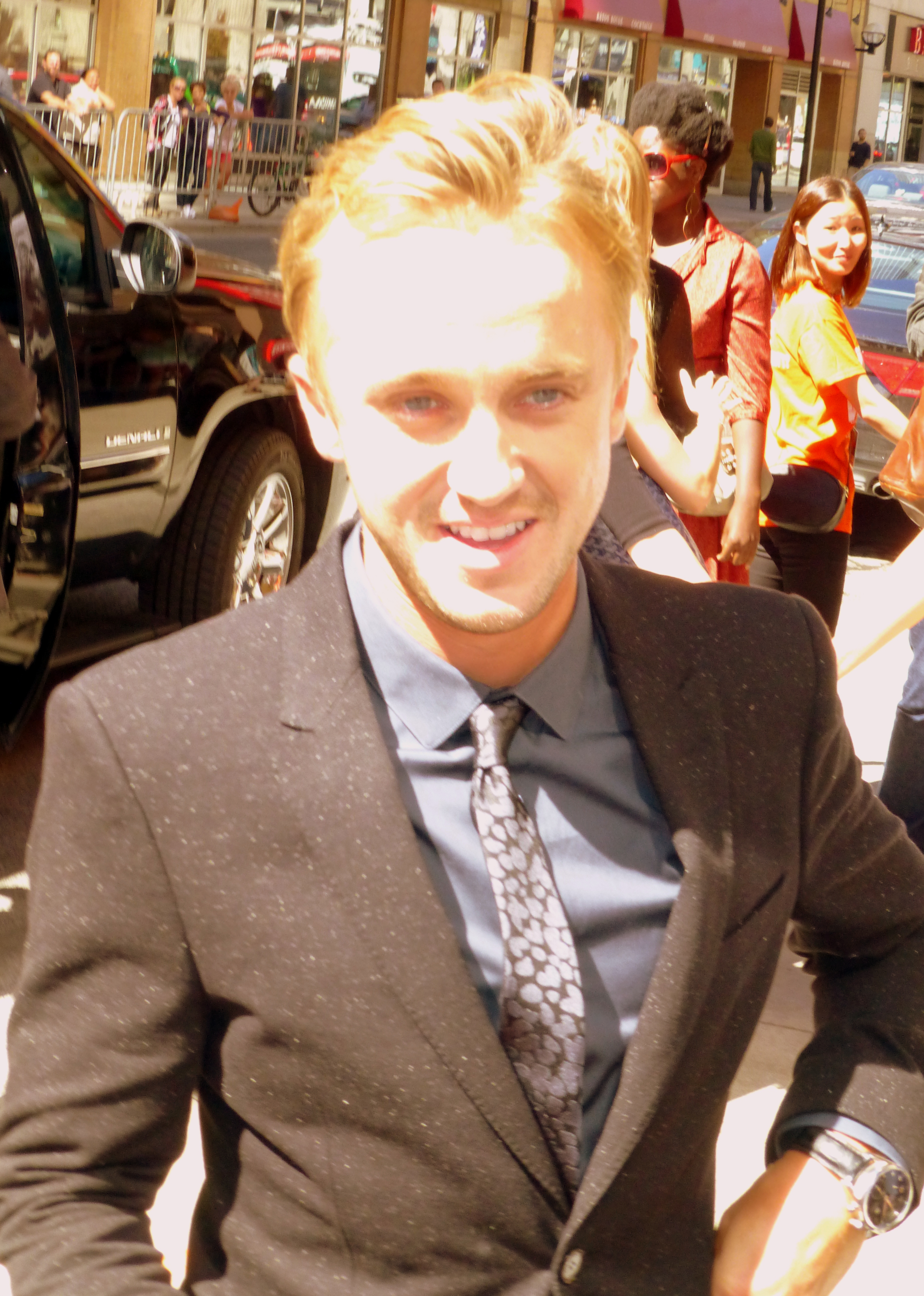
Tom Felton en la premier de Belle en Toronto, 2013.

Tom Felton ha participado, además de películas, en eventos de caridad.
En 2009 participó, junto con Daniel Radcliffe, en una subasta de caridad que se llevó a cabo en la Shoreditch House para apoyar a un prometedor diseñador de moda que fue apuñalado, Oliver Hemsley. También ese año, ayudó al Great Ormond Street Hospital, visitando las instalaciones de la clínica en la iniciativa solidaria junto con varios actores y actrices británicos con el fin de recaudar una importante cantidad a favor de los niños enfermos de cáncer que permanecen hospitalizados allí.
Durante el 2010, asistió al evento de caridad “Be a Gunner. Be a Runner” con el fin de recaudar fondos para Great Ormond Street Hospital, que tenía como objetivo, junto con el Arsenal FC, de recaudar 500.000 libras para financiar una nueva Unidad de Función Pulmonar para los niños que tienen dificultad para respirar o dormir. Ese año, junto con Daniel Radcliffe, asistió al Evento de Caridad de Lizzie Marie Cullen (quien trabajó en el set de Harry Potter 6 y en el trabajo de arte para la compañía Six Strings Productions de Tom Felton), a beneficio de Big Issue, una revista social y de negocios que ayuda a las personas necesitadas de Gran Bretaña para que puedan ganar un salario.
En septiembre de 2011, pidió a sus fanes donar dinero a obras de caridad del cáncer. A través de Twitter llamó para recaudar fondos para ayudar a pagar el tratamiento de cáncer a Jack Marshall, de 5 años de edad. Felton alentó “cualquier persona que pudiera ayudar y le gustaría.”
En 2012, por motivo del Mes Mundial del Alzheimer. Tom Felton se unió al Proyecto Elefante, que consistía en una subasta de un paquete con una imagen de 8 × 10 cm de la celebridad y un elefante de peluche de la campaña, una tarjeta firmada por el famoso y un gorro bebé elefante.
También desde 2012, ha pedido a sus seguidores que se unan a él en la lucha para eliminar siete enfermedades tropicales desatendidas (ETD) para el año 2020 en la campaña de END7. Colaboró en el video “How to Shock a Celebrity” de la campaña junto con Emily Blunt, Eddie Redmayne, Yvonne Chaka Chaka, Tom Hollander y Priyanka Chopra. Además, realizó últimamente una campaña Sevenly para vender poleras “Love is a Cure” a fin de juntar recursos para la organización.

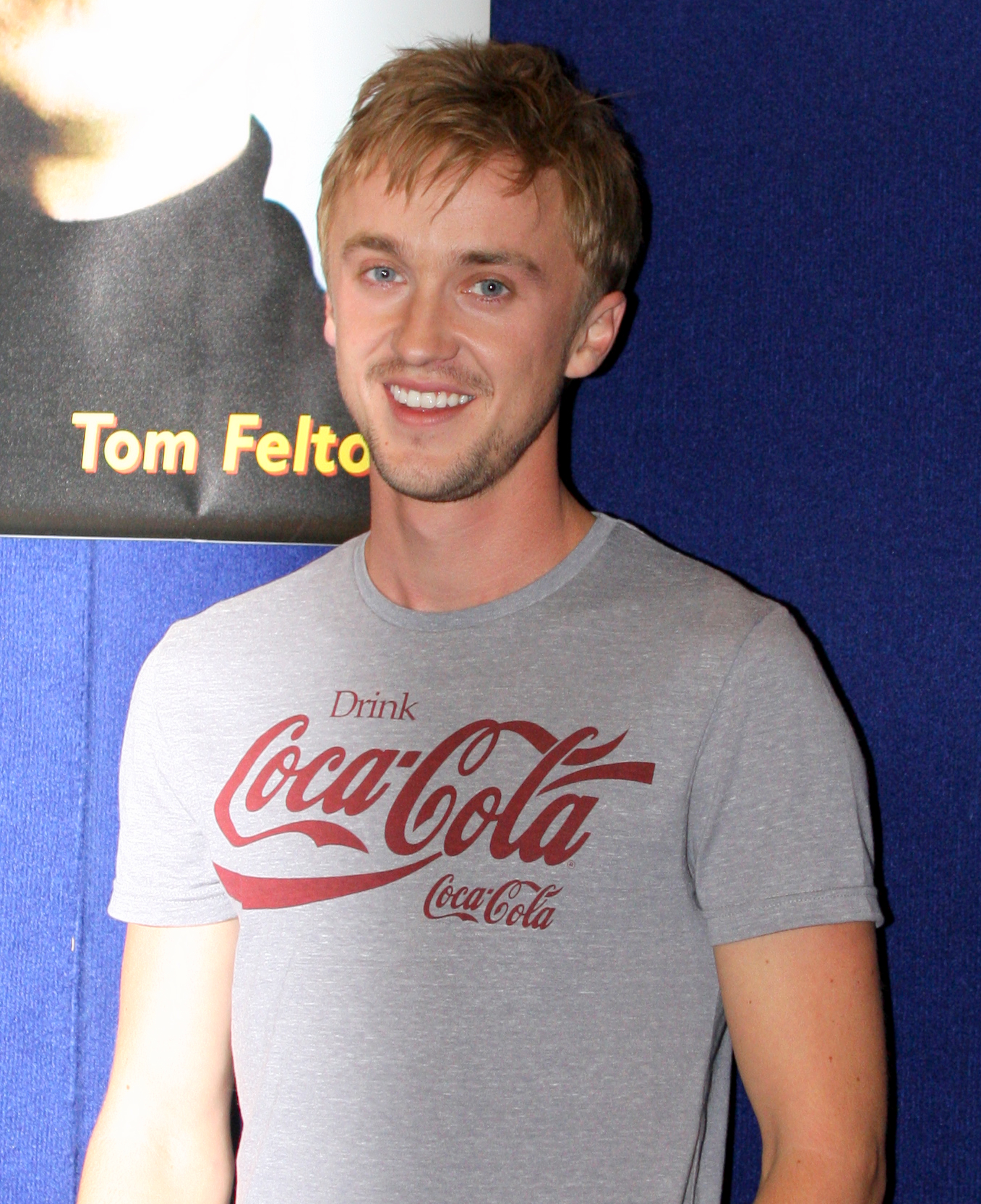
Felton en 2011.

"Me inspiré para apoyar la campaña END7 cuando me enteré de lo fácil que es que los jóvenes se involucren", dijo Felton. "Al donar unos pocos centavos, cualquier persona puede ayudar a estos tratamientos a las personas que más los necesitan y esperamos cambiar el futuro de los millones de niños que crecen en los países en desarrollo de todo el mundo".

## Filmografía
| Año  | Título                                             | Rol             | Notas                                          |
| ---- | -------------------------------------------------- | --------------- | ---------------------------------------------- |
| 1997 | The Borrowers                                      | Peagreen Clock  |                                                |
| 1999 | Second Sight                                       | Thomas Ingham   | Telefilme                                      |
| 1999 | Anna and the King                                  | Louis Leonowens |                                                |
| 2000 | Second Sight 2: Hide and Seek                      | Thomas Ingham   | Telefilme                                      |
| 2001 | Harry Potter y la piedra filosofal                 | Draco Malfoy    | Elenco Principal, películas de Warner Brothers |
| 2002 | Harry Potter y la cámara secreta                   | Draco Malfoy    | Elenco Principal, películas de Warner Brothers |
| 2004 | Harry Potter y el prisionero de Azkaban            | Draco Malfoy    | Elenco Principal, películas de Warner Brothers |
| 2005 | Harry Potter y el cáliz de fuego                   | Draco Malfoy    | Elenco Principal, películas de Warner Brothers |
| 2007 | Harry Potter y la Orden del Fénix                  | Draco Malfoy    | Elenco Principal, películas de Warner Brothers |
| 2009 | Harry Potter y el misterio del príncipe            | Draco Malfoy    | Elenco Principal, películas de Warner Brothers |
| 2009 | The Disappeared                                    | Simon Pryor     |                                                |
| 2010 | Harry Potter y las Reliquias de la Muerte: parte 1 | Draco Malfoy    | Elenco principal, película de Warner Brothers  |
| 2010 | Get Him to the Greek                               | Él mismo        | Cameo                                          |
| 2010 | 13Hrs                                              | Gary            |                                                |
| 2010 | White Other                                        | Ray Marsden     | Cortometraje                                   |
| 2011 | Harry Potter y las Reliquias de la Muerte: parte 2 | Draco Malfoy    | Elenco principal, película de Warner Brothers  |
| 2011 | Rise of the Planet of the Apes                     | Dodge Landon    |                                                |
| 2012 | The Apparition                                     | Patrick         |                                                |
| 2013 | In Secret                                          | Camille Ranquin |                                                |
| 2013 | Belle                                              | James Ashford   |                                                |
| 2013 | From the Rough                                     | Edward          |                                                |
| 2014 | Against the Sun                                    | Tony Pastula    |                                                |
| 2014 | How I Didn't Become a Piano Player                 | Ted, voz        | Cortometraje                                   |
| 2016 | Risen                                              | Lucius          |                                                |
| 2016 | Message from the King                              | Frankie         |                                                |
| 2016 | Feed                                               | Matt            |                                                |
| 2016 | Ovejas y lobos                                     | Grey            |                                                |
| 2016 | Megan Leavey                                       | Audrey Dean     |                                                |
| 2016 | Un reino unido                                     | Rufus Lancaster |                                                |
| 2017 | Stratton                                           | Cummings        |                                                |
| 2018 | Ophelia                                            | Laertes         | Rol secundario                                 |
| 2020 | Braking For Whales                                 | Brandon Walker  |                                                |
| 2020 | La batalla olvidada                                | Tom Turner      | Rol principal Película de Netflix              |
| 2021 | Burial                                             | Lukasz          |                                                |
| 2021 | Guía de una niñera para cazar monstruos            | El Gran Guiñol  | Protagonista, Película de Netflix              |
| 2024 | Some Other Woman                                   | Peter           | Protagonista                                   |

### Televisión
| Año       | Título                                            | Rol                          | Notas                                    |
| --------- | ------------------------------------------------- | ---------------------------- | ---------------------------------------- |
| 1998      | Bugs                                              | James                        | Episodio: "Pandora's Box"                |
| 2005      | Home Farm Twins                                   | Adam Baker                   |                                          |
| 2012      | Labyrinth                                         | Vizconde Trencavel           | Miniserie, 2 episodios                   |
| 2013      | Full Circle                                       | Tim Abbott                   | 10 episodios                             |
| 2014-2016 | Murder in the First                               | Erich Blunt                  | Rol principal 10 episodios               |
| 2016-2017 | The Flash                                         | Julian Albert/Doctor Alchemy | Rol principal, 3º temporada 17 episodios |
| 2018      | Origin                                            | Logan Maine                  | Protagonista, 10 episodios               |
| 2022      | Harry Potter 20th Anniversary: Regreso a Hogwarts | El mismo                     | Especial de TV HBO Max                   |

## Premios
| Año  | Premio                 | Categoría                                                    | Por                                                                | Resultado |
| ---- | ---------------------- | ------------------------------------------------------------ | ------------------------------------------------------------------ | --------- |
| 2001 | Young Artist Award     | Mejor actuación en conjunto en una película                  | Harry Potter y la piedra filosofal                                 | Ganador   |
| 2001 | Young Artist Award     | Mejor actuación en una película: apoyo a los actores jóvenes | Draco malfoy en Harry Potter y la piedra filosofal                 | Ganador   |
| 2010 | Premios MTV Movie      | Mejor villano                                                | Draco Malfoy en Harry Potter y el príncipe mestizo                 | Ganador   |
| 2011 | Premios MTV Movie      | Mejor villano                                                | Draco Malfoy en Harry Potter y las Reliquias de la Muerte: parte 1 | Ganador   |
| 2011 | Teen Choice Awards     | Mejor villano                                                | Draco Malfoy en Harry Potter y las Reliquias de la Muerte: parte 1 | Ganador   |
| 2012 | People's Choice Awards | Favorite Movie Star Under 25                                 | Tom Felton                                                         | Nominado  |

## Discografía
A través del sello discográfico independiente llamado Six String Productions, Felton ha publicado:
- 2008 - Silhouettes in sunsets (sencillo)
- 2008 - Time well spent (EP)
- 2008 - All I need (EP)
- 2009 - In good hands (EP)
- 2010 - If you could be anywhere (sencillo)
- 2011 - Hawaii (EP)
- 2021 - YoOHoO (Álbum)
- 2024 - ReD (Álbum)
- 2024 ORaNgE